# Boxclub Traktor Schwerin
Der Boxclub Traktor Schwerin e.V. (BC Traktor Schwerin) ist ein Boxverein in der mecklenburgisch-vorpommerschen Landeshauptstadt Schwerin. Der Verein wurde am 13. Dezember 2002 aus der Abteilung Boxen des SC Traktor Schwerin heraus gegründet. In der Bundesligasaison 2023/2024 gewann die Herrenmannschaft des Vereins zum fünften Mal in Folge den Titel des deutschen Mannschaftsmeisters.

## Geschichte

### Anfänge bis 2002
Bis zu seiner Gründung 2002 war die Abteilung Boxen im SC Traktor Schwerin eingegliedert. Dieser wurde 1955 gegründet. Die Boxstaffel des SC Traktor Schwerin galt als einer der erfolgreichsten Boxclubs der ehemaligen DDR. Insgesamt wurden 6 olympische Medaillen errungen, 186 DDR-Meister, 21 Deutsche Meistertitel wurden erzielt, 16 Medaillen gab es bei Weltmeisterschaften und 24 Medaillen bei Europameisterschaften. Einer der erfolgreichsten Trainer der Welt betreute bis 1989 die Sportler und holte u. a. mit Andreas Zülow die Goldmedaille bei den Olympischen Spielen 1988 ins Seoul: Fritz Sdunek. Die Herrenmannschaft wurde in den Bundesligasaisons 1990/1991, 1996/1997 und 1997/1998 jeweils deutscher Mannschaftsmeister.

### Neustart 2002
Im Dezember 2002 wurde die Abteilung Boxen aus dem Schweriner SC ausgegliedert und ein eigenständiger Verein gegründet. Seitdem setzt sich der Verein stark in der Nachwuchsförderung ein. Unter anderem trainierten Araik Marutjan (Deutscher Meister 2010 und Profiboxer der APB) und Sarah Scheurich, Deutsche Meisterin 2011, 2013 und 2016. Der Verein ist Teil des Bundesstützpunktes des Deutschen Boxsport-Verbandes am Olympiastützpunkt Mecklenburg-Vorpommern in Schwerin – seit 2012 unter der Leitung von Michael Timm.
Die Herrenmannschaft des Vereins nimmt seit der Saison 2017/2018 an der Box-Bundesliga teil. Zu den Erfolgen gehört, dass die Herrenmannschaft in der Bundesligasaison 2018/2019 erstmals und in der Saison 2023/2024 zum fünften Mal in Folge den Titel des deutschen Mannschaftsmeisters gewann.
Der Verein war 2023 Gastgeber der 100. Deutschen Meisterschaft der Amateure und sicherte sich dreimal Gold. So siegten Daniel Meyer im Mittelgewicht, Yaroslav Samofalov im Weltergewicht und Alen Rahimic im Leichtgewicht.
Im November 2024 richtete der Verein erstmals Profi-Wettkämpfe in einer „Traktor Fight Night“ aus.

## Boxen statt Gewalt
In Kooperation mit dem iB (internationaler Bund), der Henry-Maske-Stiftung und der AOK Nordost wurde das Kinder- und Jugendprojekt „Boxen statt Gewalt“ ins Leben gerufen. Die Betreuung der Kinder und Jugendlichen und die Entwicklung sozialer Kompetenzen sind wesentliche Ziele unseres Projektes. Etwa 50 Kinder und Jugendliche im Alter von 6 – 15 Jahren werden von 5 betreuenden Übungsleiter, die ausschließlich ehrenamtlich tätig sind, betreut. Es handelt sich um Persönlichkeiten des Schweriner Box-Sports, vor allem Ex-Europameister Dieter Berg und Olympiasieger Andreas Tews.

## Turniere

### Sven-Lange-Gedenkturnier
Im Gedenken an den Schweriner Boxer Sven Lange veranstaltet der Boxclub Traktor Schwerin seit 2013 das Sven-Lange-Gedenkturnier. Hier treten die Jahrgänge U17 und U19 an, zuletzt waren Mannschaften aus sechs Nationen vertreten.
Sven Lange kam 1980 zum SC Traktor Schwerin. Zwischen 1985 und 1989 war er viermal DDR-Meister in Schwer- und Halbschwergewicht, 1991 Vizemeister bei den Deutschen Meisterschaften. Nachdem er 1985 seinen ersten internationalen Erfolg bei der Junioren-WM in Bukarest mit dem 3. Platz im Mittelgewicht erreichte, holte Sven Lange 1989 einen Sieg bei der EM in Athen im Halbschwergewicht.
Am 2. März 1992 verunglückte Sven Lange bei einem Verkehrsunfall in der Nähe von Schwerin tödlich. Er hinterließ Frau und ein Kind.

## Erfolge

### Jugend-Olympiade
| Jahr | Platz | Name         |                                     |
| 2014 | 1.    | Peter Kadiru | Jugend-Olympiade in Nanjing (China) |

### Weltmeisterschaften
| Jahr | Platz | Name            |                          |
| 2011 | 2.    | Sarah Scheurich | U17/U19-WM in der Türkei |
| 2013 | 3.    | Araik Marutjan  | Elite-WM in Kasachstan   |
| 2014 | 2.    | Peter Kadiru    | U17/U19-WM in Sofia      |

### Europameisterschaften
| Jahr | Platz | Name            |                             |
| 2013 | 2     | Araik Marutjan  | EM in Minsk                 |
| 2013 | 3     | Albon Pervizaj  | U19-EM in Rotterdam         |
| 2014 | 2     | Sarah Scheurich | EM in Bukarest              |
| 2014 | 1     | Peter Kadiru    | U19-EM in Zagreb            |
| 2015 | 1     | Peter Kadiru    | U19-EM in Kołobrzeg (Polen) |
| 2017 | 3     | Sophie Alisch   | U17-EM in Sofia             |

### Deutsche Meisterschaften
| Jahr | Platz | Name            |                        |
| 2010 | 1     | Araik Marutjan  |                        |
| 2011 | 1     | Sarah Scheurich | Deutsche U19-Meisterin |
| 2011 | 1     | Robin Leinweber |                        |
| 2012 | 1     | Araik Marutjan  |                        |
| 2012 | 1     | Narek Markajan  |                        |
| 2013 | 1     | Araik Marutjan  |                        |
| 2014 | 1     | Peter Kadiru    | Deutscher U19-Meister  |
| 2014 | 1     | Albon Pervizaj  |                        |
| 2016 | 1     | Sarah Scheurich |                        |
| 2016 | 1     | Sophie Alisch   | Deutsche U19-Meisterin |
| 2017 | 1     | Sophie Alisch   | Deutsche U19-Meisterin |

### Deutsche Mannschaftsmeisterschaft (Herren)
Die Herrenmannschaft gewann in den Saisons 2018/2019, 2019/2020, 2021/2022, 2022/2023 und 2023/2024 jeweils den Titel des deutschen Mannschaftsmeisters in der Box-Bundesliga.